# Motorola C115
El Motorola C115 es un teléfono móvil GSM fabricado por Motorola. Fue lanzado el tercer trimestre del 2004.